# エバーラスト
エバーラスト（Everlast Worldwide Incorporated）は1910年創業、アメリカ・ブロンクスに本社を置くボクシングおよびフィットネスギアのブランドである。生産拠点はミズーリ州モバーリー。ボクシンググローブやボクシングトランクスで知られる。
“The Choice of Champions,” “The Preference of Champions” －「王者の選ぶもの」として、これまでにモハメド・アリ、マイク・タイソン、シュガー・レイ・ロビンソンなど125名以上の世界王者がそのボクシンググローブを愛用し、2007年現在のマーケットシェアは80%に上る。

## 沿革
1910年、創業者Jacob Golombが17歳の時に水着メーカーとして、ブロンクスに設立。Golombは仕立て屋の息子で水泳選手だったが、当時の水着は耐久性がなかったため、ハードな使用に耐えうる水着を自ら作り始めた。その水着は、“EVERLAST ”（永遠）と名づけられた。
1911年、会社の規模を拡大し、スポーツに関する全ラインが揃う小さい直営店を開設した。
1917年、まだ無名の若手ボクサーだったジャック・デンプシーが、15Rの激しいトレーニングに耐える頭部保護のヘッドギアをオーダー。Golombは依頼通りのボクシングギアを作り出した。
1919年7月4日、デンプシーが年初からの5連続初回KO勝利に引き続き、ジェス・ウィラードから世界ヘビー級王座を奪取した。この試合は、ボクシング史上最も凄惨な試合のひとつに数えられ、主にその初回の1ラウンドを指して、「トレドの惨劇」とも呼ばれる戦いであった。ジャック・デンプシーがGolombの作ったボクシンググローブで世界ヘビー級王者となったことで、エバーラストはボクシングブランドのリーダー的存在として世界デビューを果たした。
1925年、世界初のボクシングトランクスを開発し、一躍名を馳せる。それまでの革ベルト付きのボクシングトランクスから、それに替わるウエストゴムのボクシングトランクスをデザインした。この開発以前は、アンダーウェアのトランクスのウエスト部分にさえ、ゴムではなく革紐が使われていた。
1950年、Jacob Colomb死去。
1995年、Jacob Colombの息子Dan死去。
2000年、AAGがEVERLASTを買収、“EVERLAST WORLDWIDE INC.”と改称した。
2007年、Sports DirectがEVERLAST WORLDWIDE INC.を買収した。

## ボクシングギア
あらゆるボクシングおよびフィットネスギアを製造し、ボクシングトランクスは創業以来90年以上もの間、業界1位の地位を維持している。グローブをはじめとするボクシングギアは、シュガー・レイ・ロビンソン、ジョー・ルイス、ジェイク・ラモッタ、ラリー・ホームズ、モハメド・アリ、ジョー・フレージャー、マイク・タイソン、イベンダー・ホリフィールド、ジョージ・フォアマンなどの世界王者に愛用されてきた。
日本人選手では、1952年5月19日、白井義男がダド・マリノに15R判定勝利を収め、世界フライ級王座を獲得して日本人初の世界王者となった試合を始め、1962年10月10日、ファイティング原田がポーン・キングピッチに11RKO勝利を収めて世界同級王座を獲得した試合、1963年9月18日、海老原博幸がポーン・キングピッチに初回KO勝利を収めて世界同級王座を獲得した試合、1975年1月21日、輪島功一がオスカー・アルバラードに15R判定勝利を収め、2度目となる世界スーパーウェルター級王座を再獲得した試合、1980年8月2日、上原康恒がデトロイトでサムエル・セラノに6RKO勝利を収め、WBA世界スーパーフェザー級王座を獲得した試合などにエバーラストのグローブが使用された。また元WBA世界フライ級王者の坂田健史が2007年7月1日の初防衛戦で暫定王者ロベルト・バスケスとの王座統一を成功させて以来、5度の防衛戦で使用した。

### ボクシンググローブ

#### プロ
公式試合用
- 牛革。拳への衝撃を吸収する4層構造
- アメリカ、WBA・WBC・IBF・WBO・IBOなどが承認
- 色：黒・赤・青・白・緑・黄・ピンク（サイズによっては色が限定される）
- サイズ：主に、8オンス・10オンス・12オンス

#### アマチュア
アメリカ・アマチュア用
- 牛革。拳への衝撃を軽減する4層構造
- 優れた耐久性とカット低減を目指した縫製
- 色：赤・青
- サイズ：10オンス・12オンス

## ライセンスビジネス
2023年10月現在、75か国へライセンスを許諾している。日本では2013年以降、㈱フェローズがライセンシーとしてフィットネスギア・フィットネスウェア・カジュアルウェア・アンダーウェア・ソックス・帽子を展開している。

### ライセンス展開国
- アメリカ・カナダ・ヨーロッパ・イギリス・ラテンアメリカ・日本・香港(中国)・オーストラリア・ニュージーランドなど

### ライセンス展開アイテム
- ギア（ボクシングギア・エクササイズマシン）・アスレチックウェア（メンズ・レディス）・アンダーウェア・ソックス・帽子
- バッグ・ファッションシューズ・靴（スニーカー）・スポーツウォッチ・眼鏡・サングラス
- 香水・化粧品・サプリメント
- 子供用ステーショナリー（ノート・ペン・鉛筆・ファイルなど）

ボクシングギア・ファッション分野でのライセンスビジネスに加え、2006年春夏物からはデザイナーとのコラボレーションなども開始した。

### 衣装協力
グローブ、トランクスなどがボクシング関連の多くの映画やテレビ番組、ゲームで使用されてきた。

#### 映画
『ロッキー』シリーズでは6作品すべてに登場した。
| - 重量選手へのレクイエム - レイジング・ブル - ザ・ハリケーン - ボクシング・ベイビー - ミリオンダラー・ベイビー - クライング・フィスト - シンデレラマン - スケアリー・ムービー4 - アナポリス - ブラックダリア - 1番街の奇跡 | 1962年 1980年 1999年 2000年 2004年 2005年 2006年 2007年 | アメリカ 韓国 アメリカ 韓国 | - ロッキー - ロッキー2 - ロッキー3 - ロッキー4 炎の友情 - ロッキー5 最後のドラマ - ロッキー・ザ・ファイナル | 1976年 1978年 1982年 1985年 1990年 2006年 | アメリカ |

#### テレビ番組
- ザ・コンテンダー DreamWorks L.L.C.

#### ゲーム
- ファイトナイト ラウンド3 - ウェイバックマシン（2006年12月10日アーカイブ分） Electronic Arts Inc.
- ROCKY BALBOA（PSP） CBS Interactive Inc.